# Anogmus trjapitzini
Anogmus trjapitzini är en stekelart som beskrevs av Dzhanokmen 2001. Anogmus trjapitzini ingår i släktet Anogmus och familjen puppglanssteklar.
Artens utbredningsområde är Kazakstan. Inga underarter finns listade i Catalogue of Life.